# Lono-a-Piʻilani
Lono-a-Piʻilani bio je poglavica havajskoga otoka Mauija. Nazvan po božanstvu Lonu, Lono-a-Piʻilani vladao je Mauijem tijekom perioda danas poznatog kao drevni Havaji.
Lonovi roditelji bijahu poglavica Piʻilani i njegova supruga La’ieloheloheikawai, kći plemića Kalamakue. Lonova sestra bila je Piʻikea, a brat Kiha-a-Piilani. Nakon očeve smrti, Lono je zavladao. Kiha je pobjegao svojoj sestri na Veliki otok, gdje je Piʻikea bila poglavarica kao žena velikog poglavice ʻUmija. Na nagovor Lonove sestre, ʻUmi je izvršio invaziju na Maui te je Kiha postao novi vladar.

## Obitelj
Lonova je supruga bila Kealana-a-waʻauli te je Lono imao dvije kćeri, čija su imena Kaʻakaupea i Moihala.